# Timmy Simons
Timmy Simons (ur. 11 grudnia 1976 w Diest) – belgijski piłkarz występujący najczęściej na pozycji defensywnego pomocnika, rzadziej jako obrońca.

## Kariera klubowa
Timmy Simons zawodową karierę rozpoczął w 1994 roku w KTH Diest. Następnie w 1998 roku przeszedł doLommel SK. W pierwszym sezonie w Lommel rozegrał 30 meczów w Eerste Klasse, a w kolejnych rozgrywkach wziął udział w 31 ligowych meczach. W 2000 roku Simons podpisał kontrakt z Club Brugge. W nowym zespole od razu wywalczył sobie miejsce w podstawowej jedenastce i w pierwszym sezonie występów na Stadionie Jana Breydela wystąpił w 34 pojedynkach. W 2002 i 2004 razem z drużyną wywalczył tytuł mistrza kraju, natomiast w 2003 i 2005 zdobył Puchar Belgii. Dla Club Brugge przez 5 lat Simons rozegrał łącznie 162 spotkania w Jupiler League i strzelił 23 gole. Najlepszą skuteczność prezentował podczas sezonów 2002/2003 i 2004/2005, kiedy to zdobył po 7 bramek. W 2002 Simons został wybrany najlepszym piłkarzem ligi belgijskiej.
29 czerwca 2005 były piłkarz Lommel przeniósł się do holenderskiego PSV Eindhoven i w nowym klubie od razu zaczął grywać w wyjściowym składzie. Razem z nim w 2006, 2007 i 2008 zwyciężał w rozgrywkach Eredivisie. W 2007 Simons został nowym kapitanem PSV zastępując odchodzącego do Al-Jazira Club Phillipa Cocu. W sezonie 2008/2009 Belg zaliczył swój 100. ligowy występ w barwach „Boeren”. W Eindhoven Simons spędził łącznie 5 lat, w których był podstawowym zawodnikiem swojego klubu.
W lipcu 2010 Simons został zawodnikiem niemieckiego 1. FC Nürnberg. Karierę kończył w 2018 roku w Club Brugge.
| Sezon     | Klub           | Kraj     | Rozgrywki     | Mecze | Bramki |
| --------- | -------------- | -------- | ------------- | ----- | ------ |
| 1994/1995 | KTH Diest      | Belgia   | Tweede Klasse | 3     | 0      |
| 1995/1996 | KTH Diest      | Belgia   | Tweede Klasse | 3     | 0      |
| 1996/1997 | KTH Diest      | Belgia   | Derde Klasse  | 26    | 2      |
| 1997/1998 | KTH Diest      | Belgia   | Derde Klasse  | 30    | 0      |
| 1998/1999 | Lommel SK      | Belgia   | Eerste Klasse | 30    | 1      |
| 1999/2000 | Lommel SK      | Belgia   | Eerste Klasse | 31    | 4      |
| 2000/2001 | Brugge         | Belgia   | Eerste Klasse | 34    | 2      |
| 2001/2002 | Brugge         | Belgia   | Eerste Klasse | 34    | 3      |
| 2002/2003 | Brugge         | Belgia   | Eerste Klasse | 33    | 7      |
| 2003/2004 | Brugge         | Belgia   | Eerste Klasse | 33    | 4      |
| 2004/2005 | Brugge         | Belgia   | Eerste Klasse | 29    | 7      |
| 2005/2006 | PSV Eindhoven  | Holandia | Eredivisie    | 32    | 2      |
| 2006/2007 | PSV Eindhoven  | Holandia | Eredivisie    | 34    | 5      |
| 2007/2008 | PSV Eindhoven  | Holandia | Eredivisie    | 33    | 4      |
| 2008/2009 | PSV Eindhoven  | Holandia | Eredivisie    | 34    | 3      |
| 2009/2010 | PSV Eindhoven  | Holandia | Eredivisie    | 25    | 1      |
| 2010/2011 | 1. FC Nürnberg | Niemcy   | Bundesliga    | 34    | 2      |
| 2011/2012 | 1. FC Nürnberg | Niemcy   | Bundesliga    | 34    | 4      |
| 2012/2013 | 1. FC Nürnberg | Niemcy   | Bundesliga    | 34    | 5      |
| 2013/2014 | Brugge         | Belgia   | Eerste Klasse | 38    | 7      |
| 2014/2015 | Brugge         | Belgia   | Eerste Klasse | 40    | 7      |
| 2015/2016 | Brugge         | Belgia   | Eerste Klasse | 34    | 2      |
| 2016/2017 | Brugge         | Belgia   | Eerste Klasse | 35    | 0      |
| 2017/2018 | Brugge         | Belgia   | Eerste Klasse | 8     | 0      |

## Kariera reprezentacyjna
W reprezentacji Belgii Simons zadebiutował w 2001. Następnie Robert Waseige powołał go do 23–osobowej kadry na Mistrzostwa Świata 2002. Belgowie w 1/8 finału zostali wyeliminowani przez późniejszych triumfatorów turnieju – Brazylijczyków, z którymi przegrali 0:2. Simons na boiskach Korei Południowej i Japonii wystąpił we wszystkich 4 spotkaniach. Od początku gry w kadrze narodowej były piłkarz PSV jest jej podstawowym graczem, a obecnie pełni funkcję kapitana.